# حلويات جزائرية

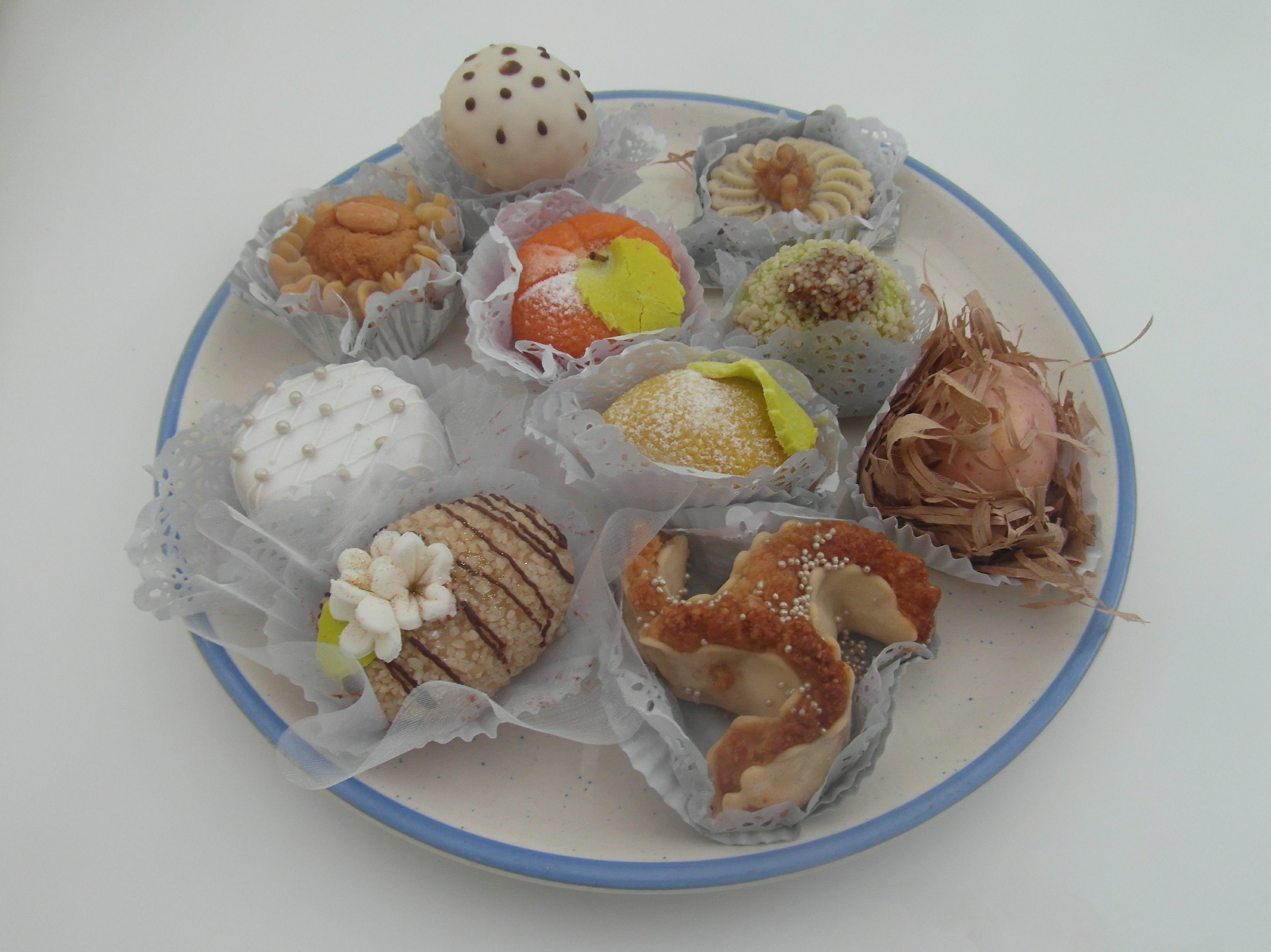
كعكات اللوز الفاخرة من قسطنطين.

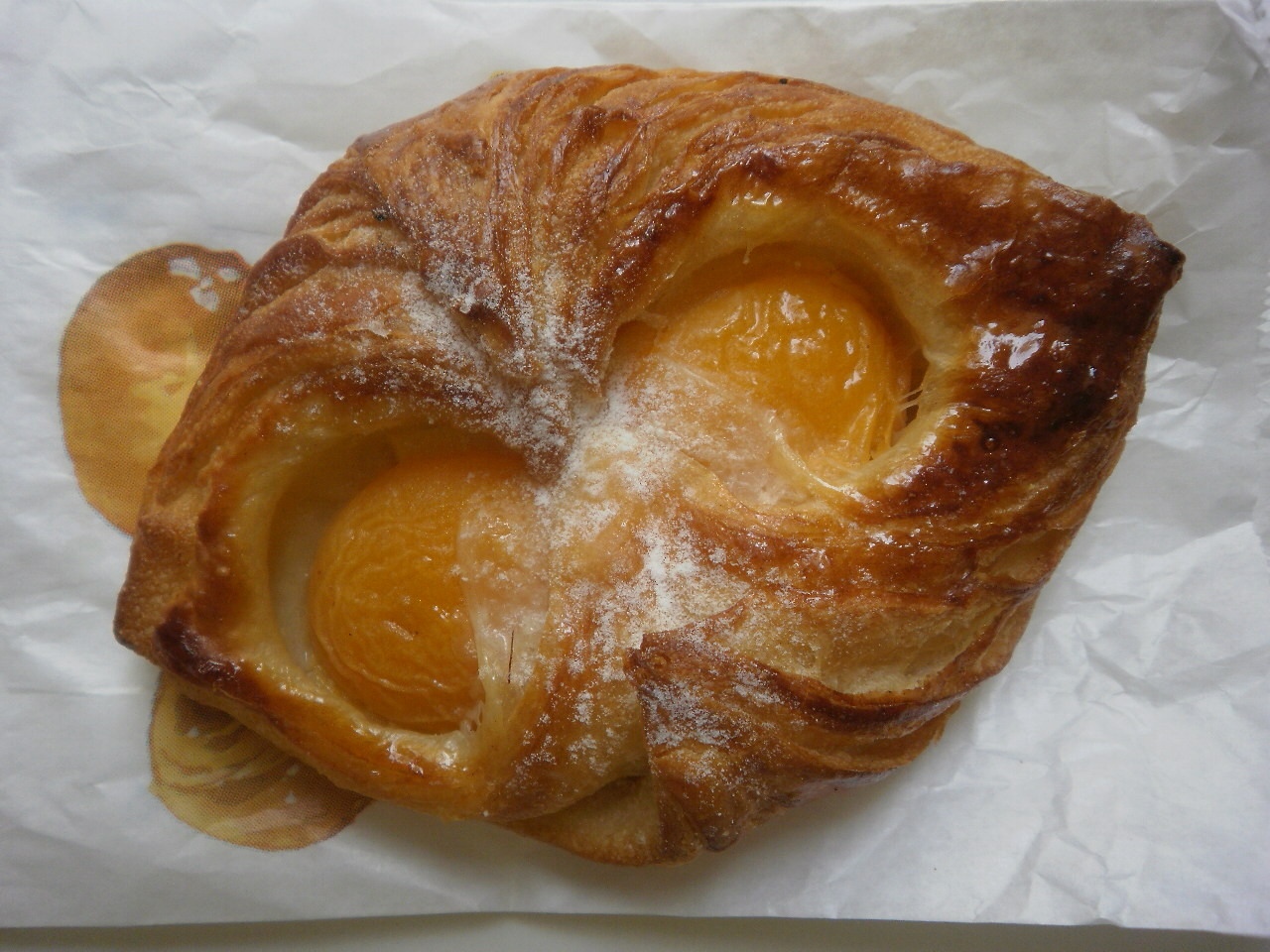
وهران، مشهورة في الجزائر.

الحلويات الجزائرية تتميز بتنوعها وثرائها، حيث تعكس التقاليد العريقة التي نشأت في أقدم مدن البلاد مثل الجزائر العاصمة وعنابة وبجاية وقسنطينة والمدية والبليدة ومليانة وتلمسان. تاريخ الجزائر الطويل جعل هذه الحلويات تتمتع بتنوع كبير، فقد تأثرت بالعديد من الثقافات على مر العصور. بداية من تأثيرات الأندلس بعد وصول المسلمين، مرورًا بالفتوحات الإسلامية التي جلبت تأثيرات من الشرق الأوسط، وصولًا إلى التأثيرات العثمانية والفرنسية التي شكلت جزءًا من هذا التنوع الثقافي.

## حلويات جزائرية
تتميز المعجنات الجزائرية بألوانها الزاهية التي تجذب الأنظار، فضلاً عن الاهتمام الكبير بالتفاصيل في تحضيرها. كثير من هذه المعجنات تتمتع برمزية خاصة وتعكس الثقافة الجزائرية بشكل واضح، مثل الكعك والكنيدلييتس والياسمينة والدزيرية ومقروط اللوز، بالإضافة إلى العديد من المخبوزات الأخرى التي تُعد من أبرز مكونات المطبخ الجزائري.
تعكس تنوعات المعجنات الجزائرية مراحل هامة في حياة الشابات الجزائريات، مثل مرحلة الزواج وغيرها من المناسبات الكبرى، من خلال الرمزية التي تحملها أسماؤها وأشكالها. هذه الحلويات ليست مجرد أطباق لذيذة، بل هي جزء من التراث الثقافي الذي يعبر عن لحظات فارقة في حياة الأفراد وتاريخ المجتمع.

## المعجنات

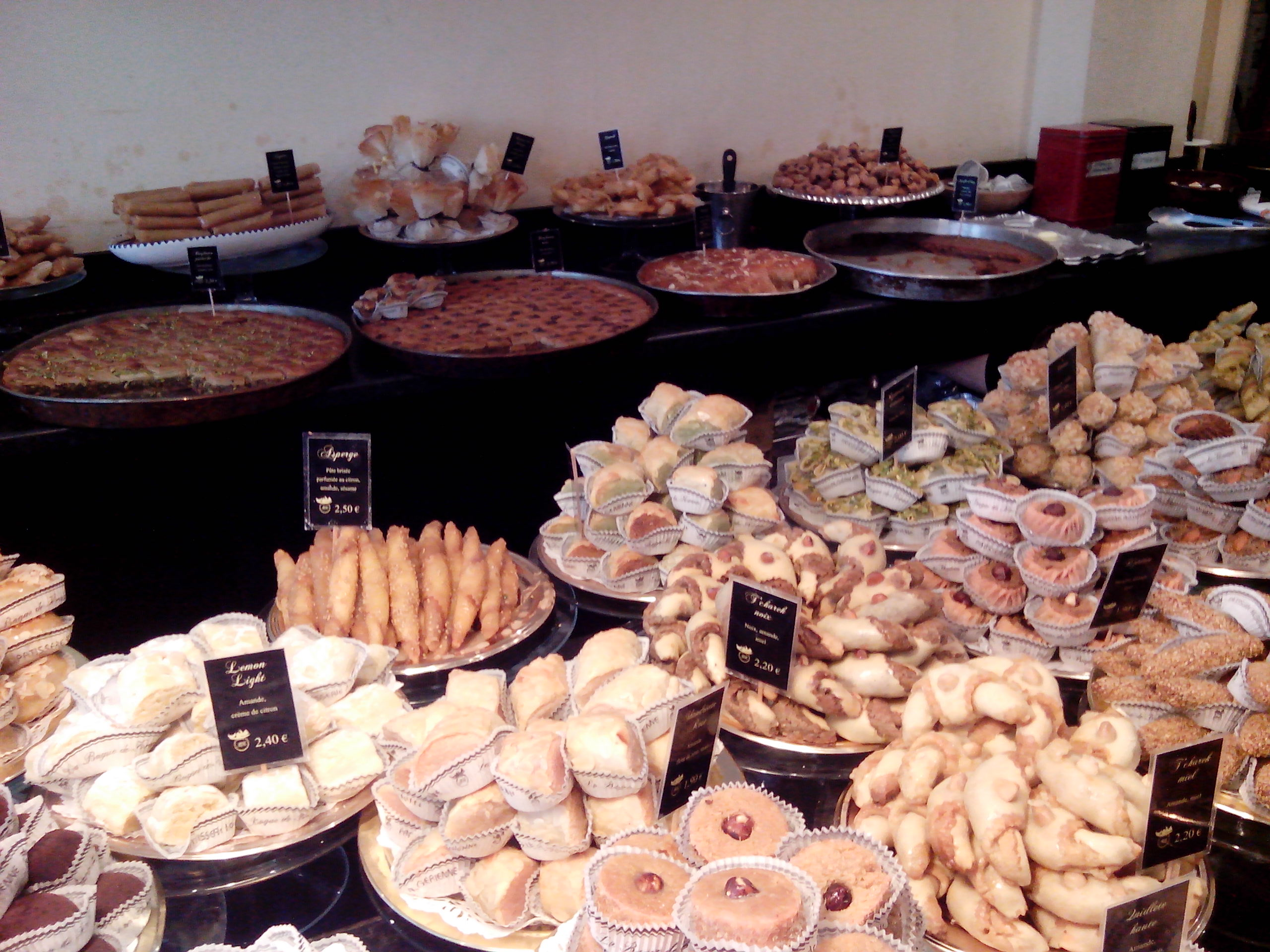
معجنات جزائرية فاخرة في متجر باريسي.

إليكم قائمة المعجنات الجزائرية:
هذه القائمة ليست شاملة.

## فهرس
- Rachel Finn (2007). "Gâteaux Algériens : A Love Affair". Gastronomica : The Journal of Food and Culture. ج. 7 ع. 2: 78–82. مؤرشف من الأصل في 2016-03-05. {{استشهاد بدورية محكمة}}: يحتوي الاستشهاد على وسيط غير معروف وفارغ: |شهر= (مساعدة)

## الملاحق

### مقالات ذات صلة
- المطبخ الجزائري